# Canva
Canva – internetowe narzędzie umożliwiające tworzenie projektów graficznych powstałe w 2012 r. Witryna zawiera bibliotekę, w której zostają udostępniane obrazy, grafiki i fonty. Program online posiada filtry domyślne oraz zaawansowane funkcje edycyjne. Canva pozwala na korzystanie z gotowych szablonów, generowanie grafik za pomocą sztucznej inteligencji oraz tworzenie projektów, tj. okładki książek, prezentacji czy zaproszeń od podstaw.

## Historia
Narzędzie zostało utworzone 16 lipca 2012 r. przez Melanie Perkins i Cliffa Obrechta. Początkowo było wykorzystywane w środowisku uniwersyteckim jako pomoc przy tworzeniu roczników w założonej przez M. Perkins firmie Fusion Books.
Canva zyskała w pierwszym roku użytkowania ponad 750 tys. użytkowników.
W 2015 r. utworzono Canva „Do pracy” umożliwiające projektowanie graficzne identyfikacji wizualnej i materiałów marketingowych dla firm.
W 2018 r. firma Canva została wyceniona na 1 mld dolarów. W czerwcu 2018 r. przedsiębiorstwo ogłosiło współpracę z Dropboxem.